# Il pianeta dei bruchi
Il pianeta dei bruchi (A Science Fantasy for Young People, intitolato originariamente The Power Twins and the Worm Puzzle) è un romanzo di fantascienza per ragazzi pubblicato nel 1976 da Ken Follett. È una delle prime opere Follett, nonché il primo dei due romanzi per ragazzi pubblicati sotto lo pseudonimo di Martin Martinsen (l'altro è Il mistero degli studi Kellerman, dello stesso anno).
È considerato, in genere, una sua opera minore, e come altri tra i primissimi lavori dell'autore, è stato tradotto in italiano nel 1985 solo in seguito al successo internazionale dei suoi primi best seller, come La cruna dell'ago, Il codice Rebecca e L'uomo di Pietroburgo.

## Trama
I gemelli Price, in vacanza con il cuginetto Barile, vengono inaspettatamente raggiunti da un misterioso zio Grigorian mai conosciuto, che propone loro una gita in campagna, movimentando la noiosa estate dei tre ragazzi. Ben presto però, l'inatteso parente si rivelerà un alieno, che condurrà nello spazio i tre bambini, con straordinari poteri, in un'importante missione: fare i giudici in un noioso dibattito riguardo allo sfruttamento di una preziosa fibra, filata da giganteschi bruchi sul "Pianeta dei Bruchi".